# Eduard Mohr
Eduard Mohr (29 de junho de 1902 — 20 de setembro de 1984) foi um velejador alemão, medalhista olímpico. Ele competiu nos Jogos Olímpicos de Verão de 1936 na classe 8 Metre e conquistou a medalha de bronze na disputa realizada a bordo do Germania III com Hans Howaldt, Fritz Bischoff, Alfried Krupp von Bohlen und Halbach, Felix Scheder-Bieschin e Otto Wachs. Depois de sete regatas, a tripulação do Norddeutscher Regatta Verein, com sede em Hamburgo, estava atrás dos italianos junto com os noruegueses. Os noruegueses venceram a regata decisiva pela prata e bronze na frente do barco alemão.